# Baía da Água Velha
A baía da Água Velha é uma baía portuguesa localizada no concelho das Lajes do Pico, ilha do Pico, Açores.
Esta baía localiza-se entre a ponta Grossa e a ponta do Castelete. Nesta baía a ribeira do Caminho da Pedra encontra a foz.